# GNU数据语言
GNU Data Language (GDL，GNU数据语言)是一个与IDL兼容的开源软件。
GDL是一种阵列化的、交互式的数值编程语言，在天文、地质、遥感、医学成像等领域被用于数据分析与可视化。